# 古賀政男記念音楽大賞
古賀政男記念音楽大賞（こがまさおきねんおんがくたいしょう）は1980年から1989年まで開催されていた古賀政男音楽文化振興財団主催、NHK後援の音楽祭である。

## 概要
1978年（昭和53年）に逝去した、日本を代表する作曲家古賀政男を称えて創設。最終審査はNHKホールで開催されていた。最終審査では一次審査通過の入賞曲の中から大賞一曲、優秀二曲を選出。大賞曲の作詞・作曲・歌唱者およびレコード会社には古賀の肖像画のクリスタル楯が授与されていた。
司会は山川静夫・生方恵一・山根基世・杉浦圭子といったアナウンサーの他、第3回では女優の秋野暢子も務めた。演奏はダン池田とニューブリード（後の三原綱木とザ・ニューブリード）、東京放送管弦楽団他が担当。大会委員長は藤山一郎。

## 大賞受賞作品一覧
| 回数   | 年                  | タイトル       | 歌唱       | 作詞         | 作曲       | 編曲       |
| ------ | ------------------- | -------------- | ---------- | ------------ | ---------- | ---------- |
| 第1回  | 1980年 （昭和55年） | 風雪ながれ旅   | 北島三郎   | 星野哲郎     | 船村徹     | 丸山雅仁   |
| 第2回  | 1981年 （昭和56年） | 命あたえて     | 森進一     | 川内康範     | 猪俣公章   | 猪俣公章   |
| 第3回  | 1982年 （昭和57年） | 立待岬         | 森昌子     | 吉田旺       | 浜圭介     | 馬飼野俊一 |
| 第4回  | 1983年 （昭和58年） | 恋の彩         | 八代亜紀   | 麻生香太郎   | 藤本卓也   | 藤本卓也   |
| 第5回  | 1984年 （昭和59年） | 港酒場         | 山川豊     | たきのえいじ | 小町昭     | 小町昭     |
| 第6回  | 1985年 （昭和60年） | 望郷じょんから | 細川たかし | 里村龍一     | 浜圭介     | 桜庭伸幸   |
| 第7回  | 1986年 （昭和61年） | ゆうすげの恋   | 森進一     | 中山大三郎   | 中山大三郎 | 斉藤恒夫   |
| 第8回  | 1987年 （昭和62年） | 追憶           | 五木ひろし | 阿久悠       | 三木たかし | 若草恵     |
| 第9回  | 1988年 （昭和63年） | 乱れ花         | 大月みやこ | 松本礼児     | 幸耕平     | 竹村次郎   |
| 第10回 | 1989年 （平成元年） | 風の盆恋歌     | 石川さゆり | なかにし礼   | 三木たかし | 若草恵     |